# جورج لي فور
جورج لي فور (بالفرنسية: Georges Le Faure)‏ هو كاتب وكاتب سيناريو فرنسي، ولد في 12 يونيو 1856 في باريس في فرنسا، وتوفي بنفس المكان في 25 مايو 1953.

## وصلات خارجية
- جورج لي فور على موقع IMDb (الإنجليزية)